# Rhodochlora trifasciata
Rhodochlora trifasciata là một loài bướm đêm trong họ Geometridae.